# 穗柳饼家
穗柳饼家是1985年建立的西式糕点公司。
在解放皮件帆布厂基础上于1985年筹建。1989年从市第三职业中学招收一批食品专业毕业生参加糕点制作生产。 1990-1994年每年技改投资为28万余元。 1995年，职工顶峰时达到276人，固定资产160多万元，产值达506.8万元，销售收入490万元。截止2010年在柳州市各个区域开有分店30多家，同时经营糕点及中西餐，质量上乘。